# St. Rochus und Sebastian (Nysa)

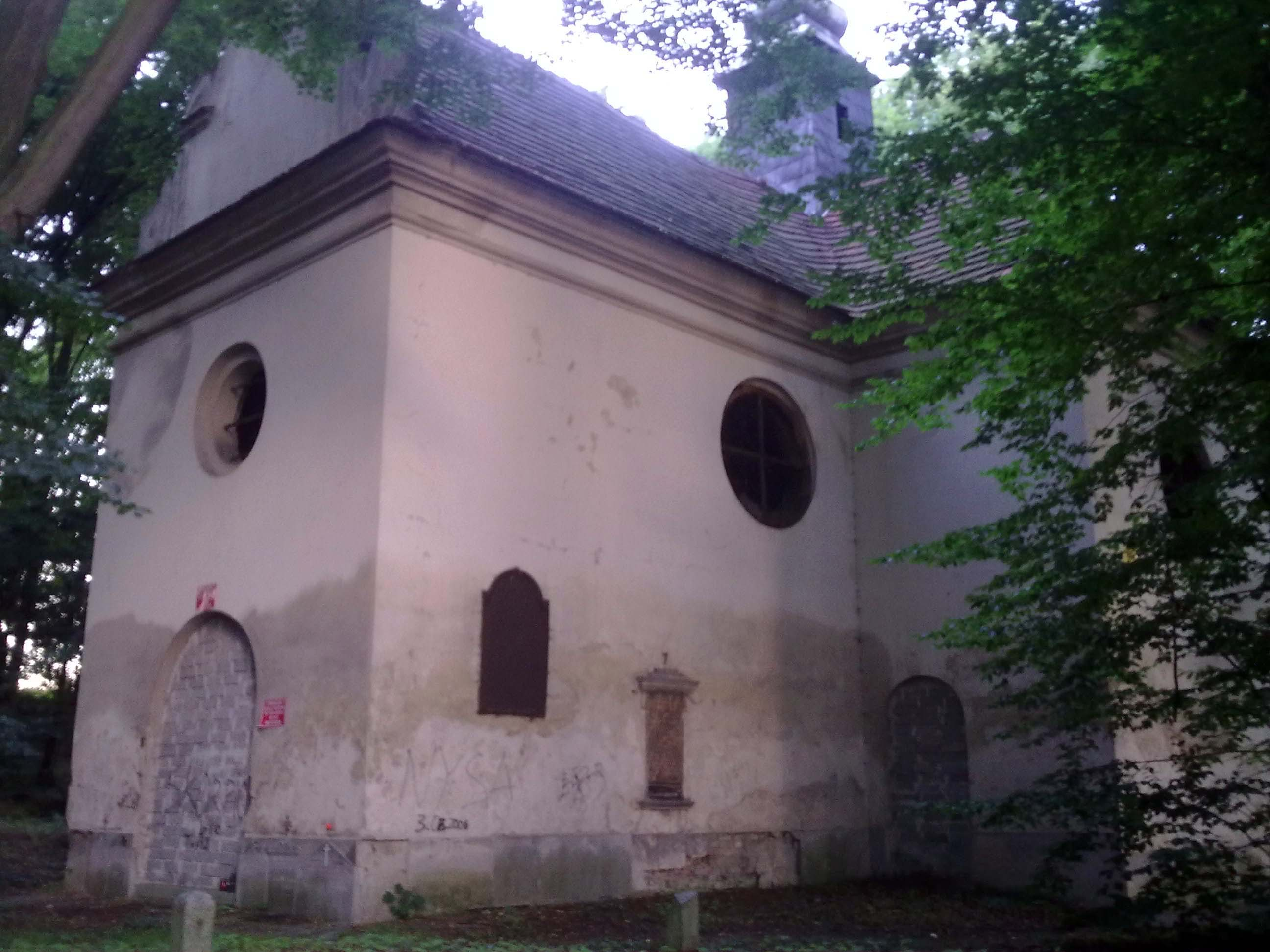
Kirchenruine (2012) mit Hauptportal

Die Friedhofskirche St. Rochus und Sebastian (polnisch Kościół św. Rocha i św. Sebastiana) ist eine römisch-katholische Kirche in der oberschlesischen Stadt Nysa (deutsch Neisse). Das Gotteshaus steht im nordöstlich gelegenen Stadtteil Rochów (Rochus) auf dem ehemaligen Friedhof an der Rochusallee. Die Kirche ist eine Filiale der Pfarrei St. Elisabeth (Parafia św. Elżbiety Węgierskiej) in Nysa. Der Kirchenbau wird derzeit nicht genutzt und ist dem Verfall preisgegeben.

## Geschichte

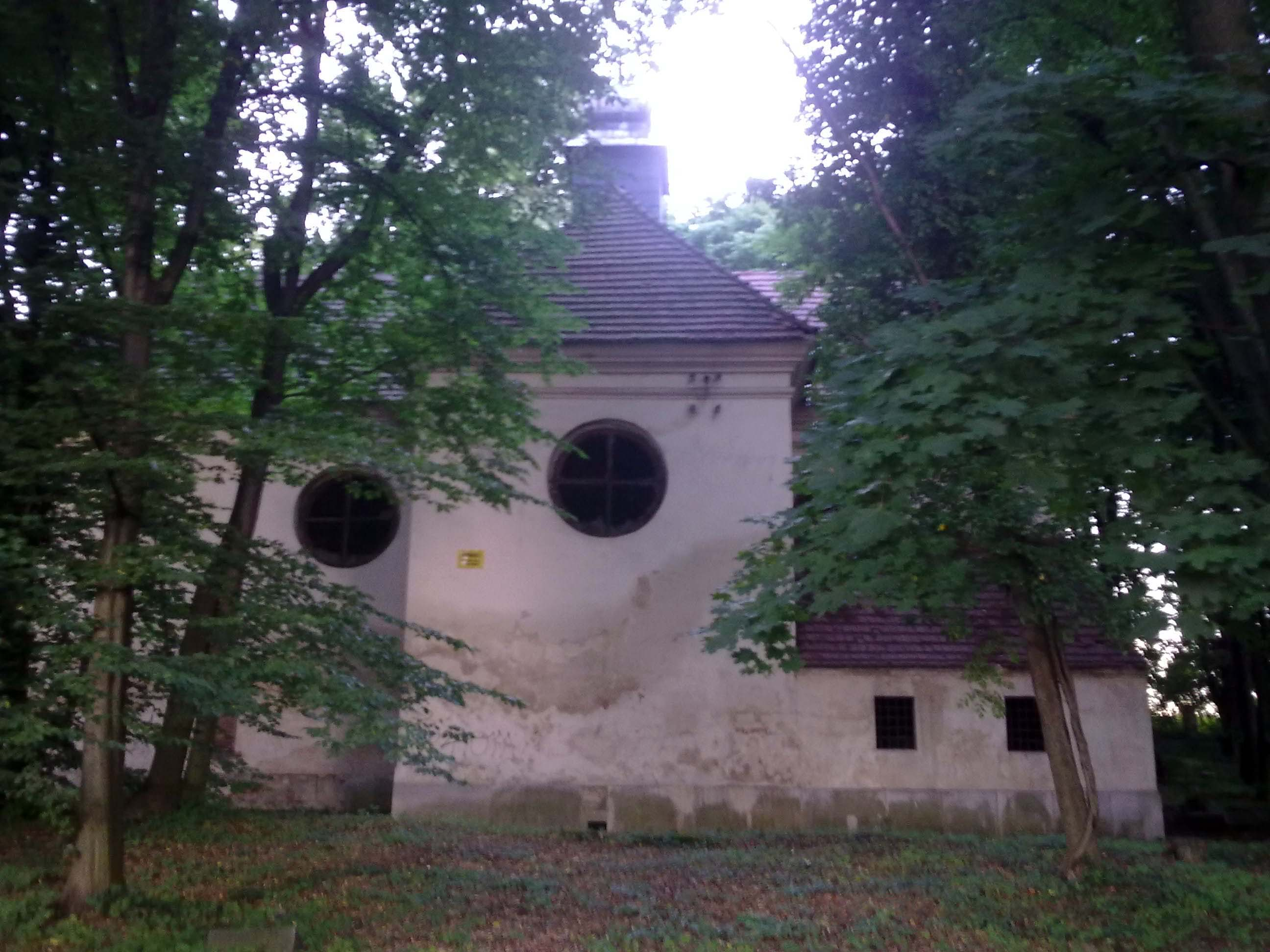
Seitenansicht (2012)

1632 wurde Neisse während Kampfhandlungen im Dreißigjährigen Krieg geplündert und niedergebrannt. Darauf folgte eine Hungersnot und eine Epidemie mit zahlreichen Toten. zwei Drittel der damaligen Bevölkerung fiel diesen Ereignissen zum Opfer. Ein Teil der Bevölkerung von Neisse pilgerte daraufhin am 16. August 1633 zu einer Rochuskapelle im Nordosten der Stadt. Daraufhin endete die Epidemie in Neisse. Aus Dankbarkeit errichteten die Menschen 1637 eine steinerne Kirche, welche dem hl. Rochus und dem hl. Sebastian gewidmet wurde. 1653 wurde der Kirchenbau geweiht.
Durch fehlende Sanierung am Gebäude verfällt das Gebäude seit Jahrzehnten zunehmend. Der Kirchenbau wird derzeit nicht genutzt. Der Haupteingang wurde zugemauert und das Dach droht einzustürzen.
Die Friedhofskirche St. Rochus und Sebastian steht seit 1972 unter Denkmalschutz.

## Architektur und Ausstattung
Das Kirchengebäude wurde im Stil der Spätrenaissance errichtet. Die Kirche steht auf einem kreuzförmigen Grundriss. Im Inneren besitzt der Bau Altäre im Stil des Barocks sowie eine steinerne Skulptur des hl. Rochus.